# Marie-Josée Tremblay
Marie-Josée Tremblay (née le 15 août 1982) est une actrice québécoise. Elle est particulièrement connue pour son rôle de Shandy dans la série télévisée Ramdam.

## Filmographie

### Télévision
- District 31 : Edith Fournel
- Ayoye! : Glaieul
- 2006 : Bon Voyage : Arnelle
- 2002 : Hivernam : Marie-Josée
- 2004-2007 : Ramdam : Shandy
- 2000 : Willie : Carole (jeune)
- 1999 : Emporte-moi : Elyse
- 1997 : Sauve qui peut! : Zoé
- 1994 : Craque la vie  : Annie
- 1994 : Les grands procès : Marie-Jeanne Gagnon
- 1993 : Au nom  du père et du fils : Léonie
- 1993 : Blanche : Une enfant